# Mikail Albayrak
 Mikail Albayrak (* 6. April 1992 in Frankreich) ist ein türkischer Fußballspieler.

## Karriere

### Verein
Der in Frankreich geborene Albayrak begann 2008, im Alter von 16 Jahren, in der Jugendabteilung Eskişehirspors in der Türkei seine Karriere. In der Saison 2009/10 führte ihn Rıza Çalımbay langsam an die A-Mannschaft heran. Sein erstes Spiel absolvierte er im türkischen Pokal am 26. Januar 2010 gegen Tokatspor. Die Spielzeit 2011/12 wurde er an den Drittligisten Bozüyükspor ausgeliehen. Mit zehn Toren in 28 Ligaspielen etablierte er sich hier als einer der Shootingstars der Liga.
Zur Rückrunde der Spielzeit 2012/13 wurde er an den Zweitligisten Şanlıurfaspor ausgeliehen. Ohne ein Spiel für Urfaspor absolviert zu haben, löste er seinen Vertrag am 4. April 2013 auf und kehrte zu Eskişehirspor zurück. Im Sommer 2013 wurde Albayrak erneut ausgeliehen, dieses Mal an den Drittligisten Yeni Malatyaspor.

### Nationalmannschaft
Im Rahmen zweier Freundschaftsspiele wurde Albayrak zum ersten Mal in seiner Karriere für die Türkische U-21-Nationalmannschaft nominiert.